# Pawa
Pawa is een historisch merk van motorfietsen.

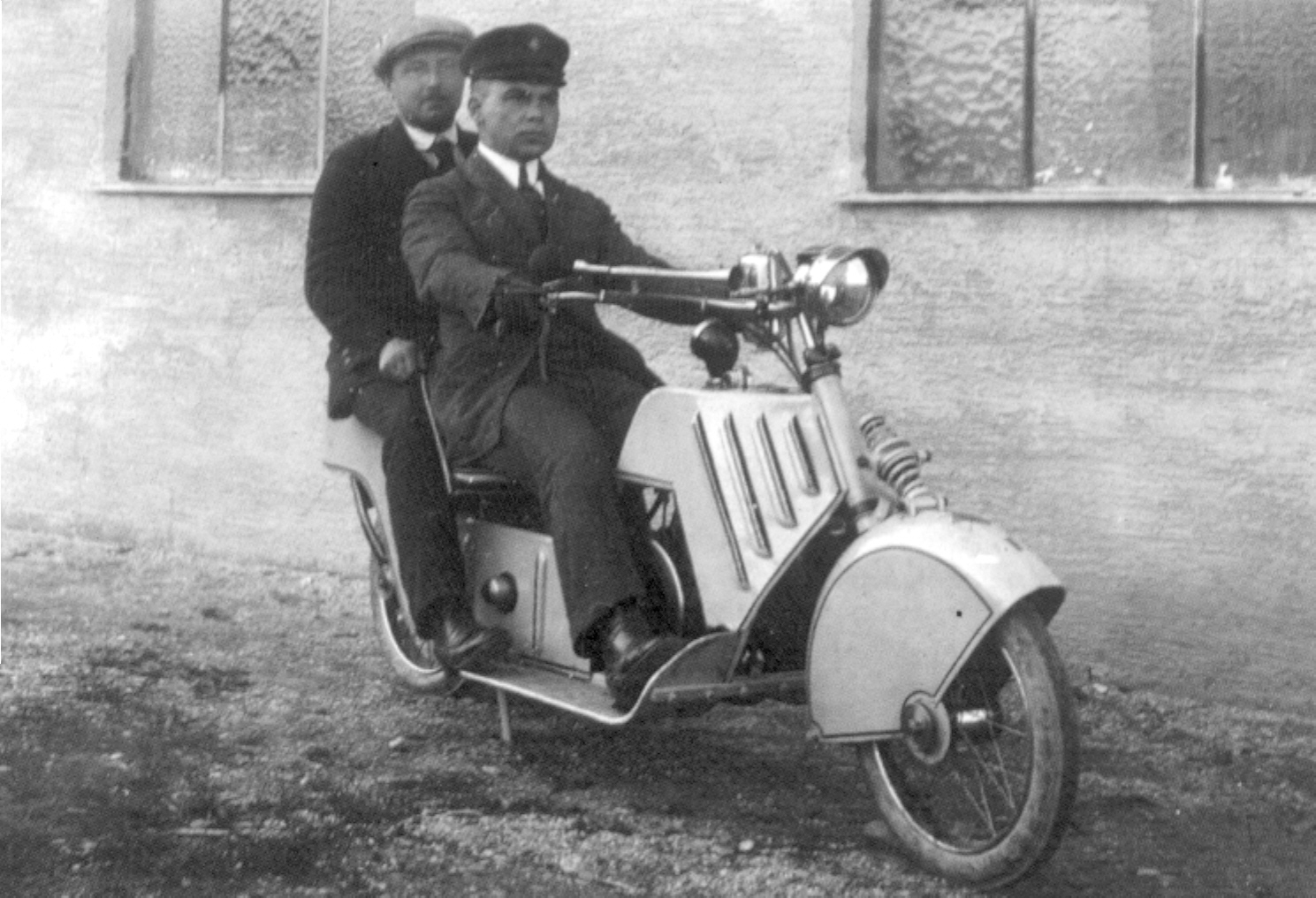
Pawa 226 cc uit 1922

De bedrijfsnaam was: Vis Gesellschaft für Kleinfahrzeuge, later Pawa GmbH, Berlin-Wilmersdorf.
Duits merk dat een door Kurt Passow (zie Per) ontworpen, bijzonder lange motorfiets bouwde, waarvan de 226 cc eencilinder tweetaktmotor volledig ingesloten was. Het bijzondere ontwerp werd door de klanten niet geapprecieerd en de motor was dus ook geen succes. De productie duurde maar een jaar, van 1922 tot 1923.